# Немировский спиртовой завод
Немировский спиртовой завод — предприятие пищевой промышленности в городе Немиров Немировского района Винницкой области Украины.

## История
Крупный винокуренный завод в местечке Немиров Брацлавского уезда Подольской губернии Российской империи был построен по распоряжению помещиков Строгановых в конце XIX века.
В 1881 году численность рабочих винокурни составляла 26 человек и здесь имелся один брагоперегонный аппарат системы Блюменталя, но после того, как в 1893 году к Немирову была проложена узкоколейная железная дорога объемы производства увеличились.
После начала первой мировой войны положение завода осложнилось в связи с введением 21 августа 1914 года запрета на продажу спиртного и ограничением производства спирта. 

### 1918 - 1991
В ноябре 1917 года в Немирове была установлена Советская власть, но уже в марте 1918 года его оккупировали австро-немецкими войсками (которые оставались здесь до ноября 1918 года), в дальнейшем селение оказалось в зоне боевых действий гражданской войны.
В ходе советско-польской войны в апреле 1920 года Немиров был захвачен польскими войсками, но 18 июня 1920  - отбит РККА, через два дня состоялся волостной съезд, на котором были избраны местные органы власти и началось восстановление селения. В июне 1921 года было завершено восстановление электростанции, сахарного и винокуренного завода.
В ходе административно-территориальной реформы 7 марта 1923 года Немиров стал центром Немировского района и получил статус посёлка городского типа, что способствовало его дальнейшему развитию. Во второй половине 1920-х годов на спиртзаводе было обновлено оборудование.
В ходе индустриализации 1930-х годов Немировский спиртовой завод стал одним из передовых предприятий, в 1938 году среди работников было 30 стахановцев и 20 ударников.
В ходе Великой Отечественной войны с 22 июля 1941 до 10 января 1944 года Немиров оккупировали немецкие войска. После окончания войны завод был восстановлен.
В соответствии с четвёртым пятилетним планом восстановления и развития народного хозяйства СССР в 1948 году к Немирову была подведена высоковольтная линия электропередач, что дало возможность увеличить производственную мощность всех предприятий райцентра. В 1950 году объем производства спирта-сырца на Немировском спиртзаводе составил 184% от уровня 1945 года.
В 1967 году спиртзавод был преобразован в Немировский спиртовой комбинат и ассортимент выпускаемой им продукции был расширен. В 1970 году завод произвёл 652,6 тыс. литров продукции (помимо этилового спирта, здесь выпускался коньячный напиток типа «Кальвадос»).
В целом, в советское время спиртзавод входил в число ведущих предприятий райцентра.

### После 1991
После провозглашения независимости Украины комбинат перешёл в ведение Государственного комитета пищевой промышленности Украины и был переименован в Немировский спиртовой завод.
В марте 1995 года Верховная Рада Украины внесла завод в перечень предприятий, приватизация которых запрещена в связи с их общегосударственным значением.
После создания в июне 1996 года государственного концерна спиртовой и ликеро-водочной промышленности «Укрспирт», завод был передан в ведение концерна «Укрспирт»
Осенью 2005 года Немировский и Барский спиртзаводы являлись крупнейшими из 14 предприятий спиртовой промышленности на территории Винницкой области.
В июле 2010 года государственный концерн «Укрспирт» был преобразован в государственное предприятие «Укрспирт», завод остался в ведении ГП «Укрспирт».
В 2020 году было принято решение о приватизации предприятий спиртовой промышленности, 15 октября 2020 года Фонд государственного имущества Украины объявил о начале аукциона. 20 октября 2020 года завод был продан за 55 млн. гривен.